# Douglas (Nebraska)
Douglas je selo u američkoj saveznoj državi Nebraska. Prema popisu stanovništva iz 2010. u njemu je živjelo 173 stanovnika.